# 将军营镇
将军营镇，原名南关蒙古族乡，是中华人民共和国河北省承德市丰宁满族自治县下辖的一个乡镇级行政单位。
2021年12月，丰宁满族自治县人民政府宣布撤销南关蒙古族乡，设立将军营镇。

## 行政区划
将军营镇下辖以下地区：
将军营村、骆驼鞍村、独立营村、两间房村、横河村、黄土梁村、嘎吐营村、官队营村、长阁村、苏武庙村、云雾山村、下窝铺村、古房村和石灰窑村。